# Zeitschrift für Ägyptische Sprache und Altertumskunde
Die Zeitschrift für Ägyptische Sprache und Altertumskunde (Abkürzungen: ZÄS; früher ÄZ) ist die weltweit älteste Fachzeitschrift für Ägyptologie, in der Anfangs auch Beiträge zur Assyriologie erschienen und die später, mit Beiträgen zu Demotistik und Koptologie, auch die weitere Ausdifferenzierung ägyptologischer Forschung widerspiegelte.
Die ZÄS wurde 1863 von Heinrich Brugsch begründet und erschien bei der Leipziger Hinrichs’schen Verlagsbuchhandlung, nach Ende des Zweiten Weltkrieges beim Berliner Akademie-Verlag und nach dessen Übernahme durch Walter de Gruyter ebendort. In der ZÄS werden Beiträge zu allen Teilbereichen der Ägyptologie, von der Philologie über die Geschichte, Religion und Kultur sowie zur Archäologie veröffentlicht.
Publikationssprachen sind Deutsch, Englisch und Französisch – in der Anfangszeit erschienen einige koptologische Beiträge auch auf Latein und später sollte es jeweils einen Beitrag in italienischer und niederländischer Sprache geben. Die Redaktion ist am Ägyptologischen Institut der Universität Leipzig angesiedelt. Derzeit sind Susanne Bickel (* 1960), Hans-Werner Fischer-Elfert, Antonio Loprieno und Stefan Pfeiffer die Herausgeber, Ines Köhler Redakteurin.

## Anfänge und Streit
In der ersten Ausgabe von 1863 erläuterte der Herausgeber Heinrich Brugsch die Zielsetzung der von ihm ins Leben gerufenen neuen Zeitschrift:

„Mit dieser Zeitschrift, welche vom 1. Juli dieses Jahres an ins Leben tritt, wird der Versuch gewagt, für die ägyptischen Studien in ihrem ganzen Umfange ein Centralorgan zu begründen, das sich die Aufgabe stellt, neben der Veröffentlichung selbständiger Untersuchungen aus der Feder von Fachgelehrten, von dem jeweiligen Stand der ägyptischen Forschungen und von den neuesten Entdeckungen auf dem Gebiete der ägyptischen Sprach- und Alterthumskunde den Pflegern und Freunden dieser Wissenschaft schnelle Kenntniss zu geben. Ob die Gründung eines Organes der bezeichneten Art schon gegenwärtig an der Zeit sei, wird keinen Augenblick von denen in Zweifel gezogen werden, welche mit Aufmerksamkeit der zunehmenden Ausbreitung der ägyptischen Studien gefolgt sind und mit Freuden gesehen haben, wie mit der Befestigung der wissenschaftlichen Grundlagen dieser Forschungen von Jahr zu Jahr neue Namen an dem Horizonte der ägyptischen Litteratur aufgegangen sind und wie Gelehrte aller Nationen mit Enthusiasmus sich der Aufgabe unterzogen haben, Theil zu nehmen an der geistigen Eroberung des alten Aegyptens. Zu vorsichtig um eigener Kraft überall zu trauen, bittet der Unterzeichnete seine verehrten Fachgenossen, sowie alle Freunde der Aegyptologie, ihn durch baldige Mittheilungen neuester Arbeiten, Entdeckungen, Funde und Beobachtungen, die auf Aegypten, was Sprache und Alterthümer betrifft, Bezug haben, in der Lösung seines Zieles unterstützen zu wollen. Nur dann wird die Zeitschrift im Stande sein, auch den Anforderungen zu genügen, welche an ein wissenschaftliches Centralorgan, Prioritätsfragen gegenüber, gestellt werden dürfen. Wir hoffen deshalb, dass eine möglichst grosse Betheiligung nicht fehlen wird.“

Der Zeitschriftengründung waren heftige Diskussionen in der Deutschen Morgenländischen Gesellschaft (DMG) vorausgegangen, im Rahmen derer der spätere ZÄS-Herausgeber Adolf Erman, diese als Beeinträchtigung und Gefährdung für das Erscheinen der Zeitschrift der Deutschen Morgenländischen Gesellschaft (ZDMG) dargestellt hat. Allerdings war es innerhalb der Gesellschaft zuvor auch zu Auseinandersetzungen um die korrekte Lesung altägyptischer Hieroglyphen gekommen und wollte die Redaktion der ZDMG dem Gründungsmitglied Gustav Seyffarth weiterhin Raum zur Veröffentlichung seiner alternativen Hieroglyphenentzifferung und zur Kritik an dem von Jean François Champollion entwickelten System einräumen. Da sich Seyffarths Polemiken gegen die Vertreter des sich inzwischen etabliert habenden Paradigmas auch noch mit Plagiatsvorwürfen verbanden, zogen sich Heinrich Brugsch und auch sein Kollege Richard Lepsius bald aus der ZDMG zurück.
Das Wagnis eine eigene Fachzeitschrift zu gründen, wurde von Erfolg gekrönt und auch Adolf Erman revidierte rückblickend seine Meinung, indem er Brugschs Leistung folgendermaßen einschätzte:

„Er gründete diese Zeitschrift, das erste Organ, das ausschließlich einer der neuen altorientalischen Disciplinen dienen sollte. Es war das gewiß ein gewagtes Unternehmen für jene Zeit, aber der Herausgeber und sein trefflicher Verleger hatten doch richtig geurtheilt, die Zeitschrift kam offenbar zur rechten Zeit und erlitt auch dann keinen Schaden, als nach kaum einem Jahre Brugsch nach Kairo übersiedelte und sie an Lepsius abgab.“

Grund für den von Erman geschilderten Herausgeberwechsel war Brugschs Weggang nach Ägypten, wo er in den Dienst des Khediven (Vizekönigs) eingetreten ist. Als Brugsch, nach Lepsius’ Tod im Jahr 1884 nach Berlin zurückkehrte und die Herausgeberschaft der ZÄS erneut an sich zog, legte Erman, der inzwischen die redaktionelle Verantwortung für seinen akademischen Lehrer Lepsius übernommen hatte, dies als einen „Staatsstreich“ aus. An seinen Mentor, Georg Ebers, schrieb er damals:

„Fast hätte ich darüber den Klatsch vergessen, der auch Sie näher angeht. Also ich bekomme neulich vom Drucker der Zeitschrift ein paar lakonische Zeilen‚ wie Herr [Hermann] Rost [von der J. C. Hinrichs’schen Verlagsbuchhandlung] mittheilt hat Prof. Brugsch die Redaction der Ztschr. übernommen, ich ersuche um Ablieferung der Manuskripte u. Correcturen.‘ Dazu habe ich also drei Jahre lang ohne Entgelt die ganzen Arbeiten der Ztschr. Gemacht und sogar alles Porto bezahlt, dass nun der Verleger Hermann Rost und Brugsch es nicht einmal für nöthig halten, mir den Wechsel der Redaction anzuzeigen. Natürlich habe ich sogleich meinen Namen von der Ztschr. zurückgezogen und betheilige mich nicht mehr an ihr. [der Assyriologe Eberhard Schrader war auch entrüstet über diesen Brugschen Staatsstreich.“

Bei diesem Streit ging es allerdings um mehr als nur die ZÄS: Beide Gelehrte rangen damals um die Nachfolge des verstorbenen Lepsius in dessen Ämtern als Professor an der Berliner Universität und im Direktorat der Ägyptischen Abteilung der Königlichen Museen. Dieser Konflikt endete, so Erman, mit der „Capitulation“ Brugschs und einem „Friedensschluss“, wobei sich die beiden von nun an gleichberechtigt die Herausgeberschaft der ZÄS teilten. Der zwischenzeitlich in die Redaktion eingetretene Kollege Ludwig Stern hatte bei diesem Kompromiss allerdings das Nachsehen und beendete bald darauf sogar seine ägyptologische Laufbahn. Er wechselte in die Keltologie und wurde 1896 zum Mit-Herausgeber der Zeitschrift für celtische Philologie.

## Professionalisierung und der „Oktroi“ der Berliner Schule der Ägyptologie
Der wissenschaftliche Einfluss, welcher sich mit der Herausgeberschaft der ZÄS verband, lässt sich besonders gut durch die Einführung eines verbindlichen Umschriftsystems durch Adolf Erman, unmittelbar nach seinem Wiedereintritt in die Redaktion der ZÄS nachvollziehen. Dieser, von Wolfgang Schenkel als „Oktroi“ beschriebene Schritt, hatte weitreichende Folgen für die Ägyptologie: Zunächst wurden dadurch die Bemühungen von Richard Lepsius zur Schaffung eines Allgemeinen Linguistischen Alphabets für den fächerübergreifenden Gebrauch in sämtlichen Sprachwissenschaften ad acta gelegt. Auch ein später von Georg Steindorff unternommener Versuch der Wiederannäherung an die Konventionen der ZDMG hat den ägyptologischen ‚Sonderweg‘ nicht revidieren können. Dabei hatte Erman seine Reform durchaus zurückhaltend eingeleitet:

„Die im Jahre 1875 eingeführte Umschreibung der Hieroglyphen entspricht nicht mehr dem heutigen Stande der Wissenschaft und ist daher von den meisten Fachgenossen aufgegeben, ohne dass sich bisher ein neuer einheitlicher Gebrauch herausgebildet hätte. Um der drohenden Verwirrung wenigstens innerhalb dieser Zeitschrift Einhalt zu thun, hat sich die Redaktion entschlossen, die obenstehende Umschreibung durchzuführen. Es versteht sich von selbst, daß wir mit dieser Umschreibung nicht ein endgültiges Urteilüber den Lautwerth der ägyptischen Buchstaben zu geben beabsichtigen, wir sind vielmehr der Ansicht, daß eine physiologisch genaue Feststellung des Werthes bei keiner Schrift des Alterthums möglich ist, am wenigsten aber bei der der Hieroglyphen.“

Neben der Absage an ein disziplinübergreifendes Umschriftsystem, implizierte Ermans Vorschlag, der sich wohl auch einem Kompromiss mit seinem Mitherausgeber Heinrich Brugsch verdankte (und dessen Umschrift weitgehend übernommen hat) aber auch eine bestimmte Reihenfolge im Rahmen des Transkriptionsalphabets. Wolfgang Schenkel bemerkte hierzu:

„Auch wenn sich die ‚Redaktion‘ nicht ausdrücklich zur Reihenfolge der Zeichen im Alphabet äußert, so ersieht man an der späteren Verwendung der hier gewählten Reihenfolge der Transkriptionszeichen in den späteren Werken der ‚Berliner Schule‘, daß sie als Alphabet verstanden wurde. Diese Reihenfolge entspricht im wesentlichen dem unvernünftigen Alphabet, das Brugsch für sein Hieroglypfisch-Demotisches Wörterbuch festgelegt hatte.“

So wurde das Umschriftsystem der ZÄS zum Markenzeichen der Gelehrtenformation der Berliner Schule. Trotz teilweise heftiger Kritik aus dem französisch- und englischsprachigen Raum, konnte sich Ermans System durchsetzen, nicht zuletzt, weil sein Transkriptionsalphabet auch dem von ihm herausgegebenen Wörterbuch der Ägyptischen Sprache zugrunde gelegt worden ist. Die Möglichkeit zur Veröffentlichung in der ZÄS war danach zunehmend an die Übernahme der durch diese Gelehrtenformation gesetzten wissenschaftlichen Standards und Methoden gebunden. Das führte zu Konflikten mit solchen Wissenschaftlern, die diese nicht akzeptierten, bzw. sich keine entsprechenden Vorgaben gefallen lassen wollten.

## Konflikte um 'peer-reviews' avant la lettre
Die Prüfung eingereichter Manuskripte im Hinblick auf die Einhaltung wissenschaftlicher Standards zum Zwecke der Qualitätskontrolle gehört zu den zentralen Aufgaben der Herausgeber einer Zeitschrift. Dabei übersteigen die in den Beiträgen behandelten Themen, mit zunehmender Spezialisierung und Ausdifferenzierung einer Disziplin, leicht die Kompetenz der – ohnehin schon durch die Durchsetzung von Formalia stark ausgelasteten – Redaktion. Lange vor Einführung eines formalen peer review Verfahrens haben sich Zeitschriften daher des Sachverstandes von Kollegen außerhalb der Redaktion bedient, so auch die ZÄS.
Damals kam jedoch einem Gelehrten eine Sonderstellung zu, insofern er als ‚Letztinstanz‘ für alle zweifelhaften Fälle betrachtet wurde. – Die Rede ist von dem Erman-Schüler, Kurt Sethe. Die Redaktion schätzte dessen Fachkompetenz und bediente sich dieser zur Beurteilung zweifelhafter Einreichungen:

„War es dem Herausgeber zweifelhaft, ob ein Aufsatz trotz vielerlei Mängel doch noch eine Veröffentlichung verdiene, so wurde Sethe befragt; er hielt die Waage und gab den Ausschlag. […] Bat man ihn um die Auffassung irgend einer dunkeln Inschriftstelle, so löste er in 90 von 100 Fällen mit ebenso großem Wissen wie Scharfsinn das Rätsel, und vermochte er es nicht zu lösen, so konnte man sich wohl mit dem Bewusstsein begnügen, daß im gegenwärtigen Augenblick eine Lösung überhaupt nicht möglich sei.“

Diese herausgehobene Stellung barg allerdings auch die Gefahr ethischer Konflikte in sich, nämlich dann, wenn eingereichte Beiträge der durch Sethe vertretenen Forschungsmeinung zuwiderliefen. Ein solcher Fall ergab sich im Jahr 1897, als sich der Schweizer Ägyptologe Édouard Naville gegen die von Sethe vorgeschlagene Rekonstruktion der Thronfolge der Pharaonen der 18. Dynastie aussprach. Naville wollte eine entsprechende Replik in der ZÄS veröffentlichen, der Herausgeber Erman jede Polemik vermeiden. Daher schlug er Naville vor, seinen Beitrag an Sethe weiterzuleiten und diesem so eine unmittelbar im Anschluss an Navilles Beitrag zu veröffentlichende Stellungnahme zu ermöglichen:

„Ich glaube, dass es auch in Ihrem Wunsch liegt, dass dieser Schriftwechsel den Character einer wissenschaftlichen ernsten Diskussion und nicht den der Polemik Erhält, und möchte daher vorschlagen, dass Sie ihm eine möglichst abschliessende Form geben. Erlauben Sie mir also Ihr Manuskript Sethe mitzutheilen; er schreibt dann seine Antwort nieder und ich theile diese Ihnen mit. Sie können dann beide, wo Sie etwas an ihrem ursprünglichen Text zu ändern finden, noch ändern. Wir drucken beides hintereinander und Sie lesen beide noch einmal dies Ganze in der Correctur durch und fügen eventuell noch Anmerkungen oder ein Schlusswort hinzu. Dann hat der Leser die ganzen Akten vor sich und kann sich selbstsein Urtheil bilden und Sie können beiderseits alle ihre Gründe und Gegengründe auf einmal ins Gefecht führen.“

Naville hatte gegen eine solche Gegenüberstellung und auch die Vorlage seines Manuskriptes bei Sethe keine grundsätzlichen Einwände, sprach sich aber gegen die Beschränkung auf eine Ausgabe der ZÄS aus. Er wünschte zunächst seine Kritik an Sethes Arbeit veröffentlicht zu sehen, dessen Erwiderung abzuwarten und behielt sich seinerseits eine dann erneute Erwiderung vor. Sethe sollte zwar vorab in den Text von Naville Einsicht nehmen dürfen aber erst nach der zweiten Fahnenkorrektur und keinesfalls in das Einreichungs-Manuskript. Auch beanspruchte Naville für sich das gleiche Recht, vor Veröffentlichung in Sethes Erwiderung auf seine Arbeit Einsicht nehmen zu können. Schlussendlich ist die Redaktion dann von dem von Erman ersonnenen Verfahren abgerückt und hat die Veröffentlichung der Beiträge in Form einer Polemik zugelassen.
Obwohl Naville schließlich seine Kritik und auch eine erneute Gegenrede auf Sethes Erwiderung dazu in der ZÄS veröffentlichen konnte, blieben bei ihm Zweifel bezüglich der Neutralität der Redaktion der ZÄS zurück, die später von ihm erneut zum Ausdruck gebracht wurden. So berichtete der inzwischen in die Redaktion der ZÄS aufgerückte Georg Steindorff 1899 an Erman:

„Dann noch Eins: ich hatte Ihnen ja geschreiben, dass ich mit Naville eine lange, ziemlich unerquickliche Correspondenz mit dem Leitmotiv‚ Ä.Z. [ZÄS] nur ‚Berliner Schule‘ hatte; er hatte u.a. uns vorgeworfen, dass wir Nicht-Berliner schlecht behandelten u.a.m. Die Angelegenheit war glücklich erledigt, da erscheint die neue Ä.Z. mit Naville’s Miscelle über den Königin-Titel & Sethes Zusatzbemerkung! Das hat nun Naville von Neuem in den Harnisch gebracht. Er wirft der Redaktion vor, dass sie ‚vis à vis de l’ecole de Berlin‘ das Redaktionsgeheimnis nicht wahre und die eingesandten Manuscripte anderen mitteile, bevor sie erschienen seien. Sonst hätte ja Sethe den Appendix nicht machen können. Dann folgt ein langer Exkurs! Im Grunde hat ja nach meinem Gefühl Naville recht, sich zu beklagen; es wäre wenigstens in der Ordnung gewesen, wenn man ihm von dem Zusatz vor Erscheinen Mitteilung gemacht hätte. Natürlich ist es eine allgemeine Gereiztheit, die diese Affäre böser auffasst. Ich will Naville schreiben, dass Sethe bisweilen auch Heinrich Schäfer & [Ludwig] Borchardt in der Regel die Redaktion beim Lesen der Correkturen unterstütze, in Folge dessen von einer Miscelle vor i. Erscheinen Kenntnis erhalten habe. Im Übrigen sei sein Vorwurf‚ que les articles deviennent aussitôt Gemeingut der Berliner Schule‘, ungerechtfertigt. Sind Sie damit einverstanden? Naville muss übrigens ähnliche Klagen schon in Kairo ausgestossen haben, denn Friedrich Wilhelm v. Bissing, der conciliante, hat mir von ähnlichem geschrieben & um Abstellung gebeten.“

## Die Auswirkungen von Antisemitismus und der nationalsozialistischen Machtübernahme
Seit 1937 war Georg Steindorff nicht mehr länger nur als Redaktionsmitarbeiter in einer assistierenden Stellung tätig – so wie zuvor schon Adolf Erman es für Richard Lepsius gewesen war, sondern wurde nun ganz offiziell als Herausgeber der ZÄS auf den Deckblättern aufgeführt. Wiewohl also Erman mit dem herausgeberischen Tagesgeschäft allerspätestens ab diesem Zeitpunkt nur noch wenig befasst war, wurde er weiterhin als Herausgeber angegeben. Diesen Umstand versuche sich Friedrich Wilhelm von Bissing zu Nutze zu machen, als ein von ihm 1906 für die ZÄS eingereichter Beitrag durch Steindorff abgelehnt worden war. Erman leitete den Vorgang aber wieder an Steindorff zurück, der die Annahme von Bissings Manuskript prompt erneut verweigerte. Daraufhin schrieb Bissing an Erman:

„Mit ergebenstem Dank bestätige ich den Empfang des Manuskripts, das nun anderwärts gedruckt werden wird. Ich muss Ihnen mein Bedauern aussprechen, dass Sie als Mitherausgeber der ägyptischen Zeitschrift nicht einmal so viel Einfluss auf Herrn Steindorff haben, um ihn zu einem Verhalten zu bewegen, das der Gepflogenheit gewissenhafter Redakteure entspricht. Ich werde freilich nicht umhin können, bei passender Gelegenheit das sonderbare Verfahren dieses Herrn, der selbstständige Leistungen bisher kaum aufzuweisen hat, aber die Rassenreinheit der Schule umso eifriger wahrt, festzunageln. Mich wundert die Naivität des Herrn Steindorff: Er scheint zu glauben, dass wenn er mir die ägyptische Zeitschrift verschliesst, er mich damit tot machen kann.“

In diesem Zusammenhang fällt v. a. der Begriff der „Rassereinheit“ auf. Steindorff war vom Judentum zum protestantischen Christentum konvertiert und ist dennoch Zeit seines Lebens antisemitischen Anfeindungen ausgesetzt gewesen. Bissing sollte später der NSDAP beitreten, an seiner antisemitischen Gesinnung konnte aber schon zum damaligen Zeitpunkt kein Zweifel bestehen.
Um jedem zukünftigen Versuch, Steindorff als Herausgeber zu übergehen einen Riegel vorzuschieben, entschloss man sich, diesen fürderhin als alleinigen Herausgeber der ZÄS auf dem Deckblatt zu nennen. In einer gemeinsamen Stellungnahme, die die Aufnahme Bissings in die Kommission zur Herausgabe des Wörterbuches der Ägyptischen Sprache verhindern sollte, nahm Steindorff noch einmal zu dem Vorgang Stellung und wies die durch Bissing vorgebrachten Vorwürfe zurück:

„Ich habe nämlich nicht den von Herrn v. Bissing an Herrn Erman eingesandten Aufsatz für die Aegypt. Zeitschrift abgelehnt. Bereits im Juli vor. Jahres habe ich Herrn v. Bissing mitgeteilt, dass ich allein die Redaktion der ägypt. Zeitschrift führe, Herr Erman nichts mehr damit zu tun habe. Herr v. Bissing hat darauf erklärt, dass er sich meinem, wie er meint, einseitigem und voreingenommenen Urteil als Redakteur nicht unterwerfen wolle und daher ‚bis auf eine Veränderung in den Verhältnissen‚ auf eine Mitarbeit an der ägypt. Zeitschr. verzichte‘ (Brief vom 29. Juli 1907). Trotzdem hat er jetzt Herrn Erman wieder ein Manuscript einer Miszelle gesandt und in dem Brief ausdrücklich gesagt, dass er, wenn ich die einzige Instanz sein sollte, die über die Aufnahme eines Artikels entscheidet, ein für allemal gezwungen sei, auf eine Mitarbeit zu verzichten. Da ich nun in der Tat die einzige Instanz bin, habe ich mich nicht für berechtigt gehalten, in die Prüfung des Artikels einzutreten. Ich habe ihn an Herrn Erman zurück geschickt. Wenn sich Herr v. Bissing an die Redaktion wendet, so würde ich wie bei jedem Mitarbeiter gewissenhaft prüfen, ob der Artikel zum Druck kommen kann oder nicht. Das ist eine Pflicht und ein Recht, das jeder Redakteur hat und das sich kein Redakteur nehmen lassen wird.“

Bissing scheint seine konfrontative Haltung schließlich aufgegeben zu haben – wohl auch, weil er auf die grundsätzliche Möglichkeit, weiter in dem zentralen Fachorgan publizieren zu können, nicht dauerhaft verzichten wollte. Später sollte er – als NSDAP-Mitglied – Steindorff sogar einen Solidaritätsbesuch, anlässlich von dessen Verdrängung aus allen akademischen Ämtern und herausgeberischen Funktionen aufgrund der nationalsozialistischen Rassegesetzgebung abstatten. Steindorff musste schließlich ins Exil in die USA flüchten. Die Herausgeberschaft der ZÄS ging an Walther Wolf über.

## Nachkriegszeit und die ZÄS in der DDR
Nach der Niederlage Deutschlands im Zweiten Weltkrieg und der Errichtung der Besatzungszonen, war die ZÄS mit schwerwiegenden Herausforderungen konfrontiert: Schon seit dem Ende der 30er Jahre waren der Zeitschrift zunächst die von den Nationalsozialisten verfolgten jüdischen, aber auch nicht-deutsche Beiträger verloren gegangen. Nach Ausbruch des Krieges waren zahlreiche jüngere Kollegen als Soldaten eingezogen worden und gefallen. Spätestens mit Beginn der 40er Jahre wirkte sich auch der zunehmende Papiermangel negativ auf die Erscheinungsmöglichkeiten bzw. den Umfang der Zeitschrift aus. 1943 erschien die ZÄS zum letzten Mal.
In der Nacht vom 3. auf den 4. Dezember war das Hinrichs'sche Verlagshaus in Leipzig bei Bombenangriffen schwer getroffen worden. Dabei sind in Leipzig während des gesamten Krieges schätzungsweise 50 Millionen Bücher vernichtet und das Verlagsviertel zu 80 % zerstört worden. Der erwähnte Angriff reduzierte die Druckkapazitäten auf einen Schlag um 25 %. Der damalige Verlagsleiter Leopold Klotz bemühte sich nach Kriegsende um den Wiederaufbau, konnte aber von den Besatzungsbehörden nur eine Verkaufslizenz erwirken, das heißt Restbestände veräußern und Lizenzverträge zum Nachdruck einiger Werke – vornehmlich mit Unternehmen in den Westzonen – abschließen. Anfänglich war noch eine Kooperationsvereinbarung mit dem 1946 gegründeten Akademie-Verlag für Publikationen auf den Gebieten Orientalistik und Ägyptologie sowie mit der ebenfalls 1946 gegründeten Dachorganisation der Evangelischen Verlagsanstalt für theologische Veröffentlichungen zu Stande gekommen. Bis zu Klotz Tod im Jahr 1955 hoffte dieser noch auf den Erhalt einer Verlagslizenz, die jedoch durch die Behörden der inzwischen gegründeten DDR nicht mehr erteilt wurde. Die verbliebenen Geschäftsräume und auch Mitarbeiter des Hinrichs-Verlages wurden 1956 von der Evangelischen Verlagsanstalt übernommen. 1959 wurde der Verlag offiziell verstaatlicht und ging in die treuhänderische Verwaltung des Berliner Akademieverlages über. 1977 wurde die „Abteilung Hinrichs Verlag“ innerhalb des Akademieverlages liquidiert.
Erst 1954 gelang es Siegfried Morenz und Fritz Hintze wieder eine Ausgabe der ZÄS herauszubringen. Unter ihrer Leitung konnte sich diese als international renommierte Fachzeitschrift neu etablieren und auch gegenüber den inzwischen entstandenen anderen ägyptologischen Zeitschriften, wie dem Journal of Egyptian Archaeology (JEA) oder der Chronique d'Égypte (CdÉ) behaupten. Bis zum Ende der DDR veröffentlichte die ZÄS ebenfalls Beiträge von Ägyptologen aus Westdeutschland. Die Zeitschrift blieb ein internationales Fachorgan, auch über den 'Eisernen Vorhang' hinweg, was unter anderem durch eine Kooperationsvereinbarung mit dem Ägyptologischen Lehrstuhl in Basel zum Ausdruck gekommen ist. Erst die immer größer werdende Anzahl ägyptologischer Forschungsbeiträge und der sich zuletzt wieder stärker bemerkbar machende Papiermangel, führten schließlich zur Gründung einer neuen (west-)deutschen ägyptologischen Fachzeitschrift, der Studien zur Altägyptischen Kultur (SAK). Die zunehmende fachliche Ausdifferenzierung bewirkte schließlich die Gründung von Enchoria, als Zeitschrift für Demotistik und Koptologie. Die ab 1972 erscheinenden Göttinger Miszellen sollten unter anderem einem Bedürfnis nach schneller(er) Veröffentlichung kleinerer Beiträge Rechnung tragen.
Seit 2013 erscheint die ZÄS beim Verlag De Gruyter, nachdem dieser den Akademie-Verlag übernommen hatte.

## Herausgeber (in chronologischer Reihenfolge)
- 1863: Heinrich Brugsch
- 1864–1884: Richard Lepsius
- 1884–1894: Heinrich Brugsch
- 1884–1888: Ludwig Stern
- 1889–1907: Adolf Erman
- 1884–1937: Georg Steindorff
- 1935–1943: Walther Wolf
- 1954–1993: Fritz Hintze
- 1954–1970: Siegfried Morenz
- 1987–2007: Elke Blumenthal
- 1992–2001: Erik Hornung
- 2007–2019: Tonio Sebastian Richter
- seit 2000: Hans-Werner Fischer-Elfert
- seit 2001: Antonio Loprieno
- seit 2009: Susanne Bickel
- seit 2020: Stefan Pfeiffer